# Phil Cuzzi
Phil Cuzzi (né en août 1955 à Belleville,,, New Jersey, États-Unis) est un arbitre des Ligues majeures de baseball depuis 1999.

## Biographie
Phil Cuzzi a officié au match des étoiles en 2008, le dernier présenté au Yankee Stadium de New York, dans la Série de championnat 2005 de la Ligue nationale, dans les Séries de divisions en 2003, 2004, 2009 et 2012, ainsi que dans le match de meilleur deuxième de la Ligue américaine en 2013.
Le 29 août 2000, Cuzzi est l'arbitre au marbre lors d'une rencontre mouvementée à St. Petersburg, où les Devil Rays de Tampa Bay accueillent les Red Sox de Boston : 8 membres des Rays sont expulsés d'un match ponctué de bagarres, mais aucun des Red Sox, une situation inédite.
Il est l'arbitre au marbre lors du match sans point ni coup sûr de Bud Smith, des Cardinals de Saint-Louis, le 3 septembre 2001 à San Diego.
Le 16 avril 2009, Cuzzi est l'arbitre au premier but lors du match inaugural du nouveau Yankee Stadium,.
Dans le 2e match de la Série de divisions 2009 de la Ligue américaine à New York, Cuzzi est l'officiel le long de la ligne du champ gauche et juge erronément qu'un coup frappé par Joe Mauer est une fausse balle, alors qu'elle était visiblement en jeu et aurait dû valoir au joueur des Twins du Minnesota un double automatique. L'erreur avouée par Cuzzi se produit en 11e manche. Les Twins enchaînent d'autres coups sûrs mais sont privés d'un point par ce mauvais appel, puis perdent la rencontre lorsque les Yankees de New York marquent à leur tour au bâton suivant.

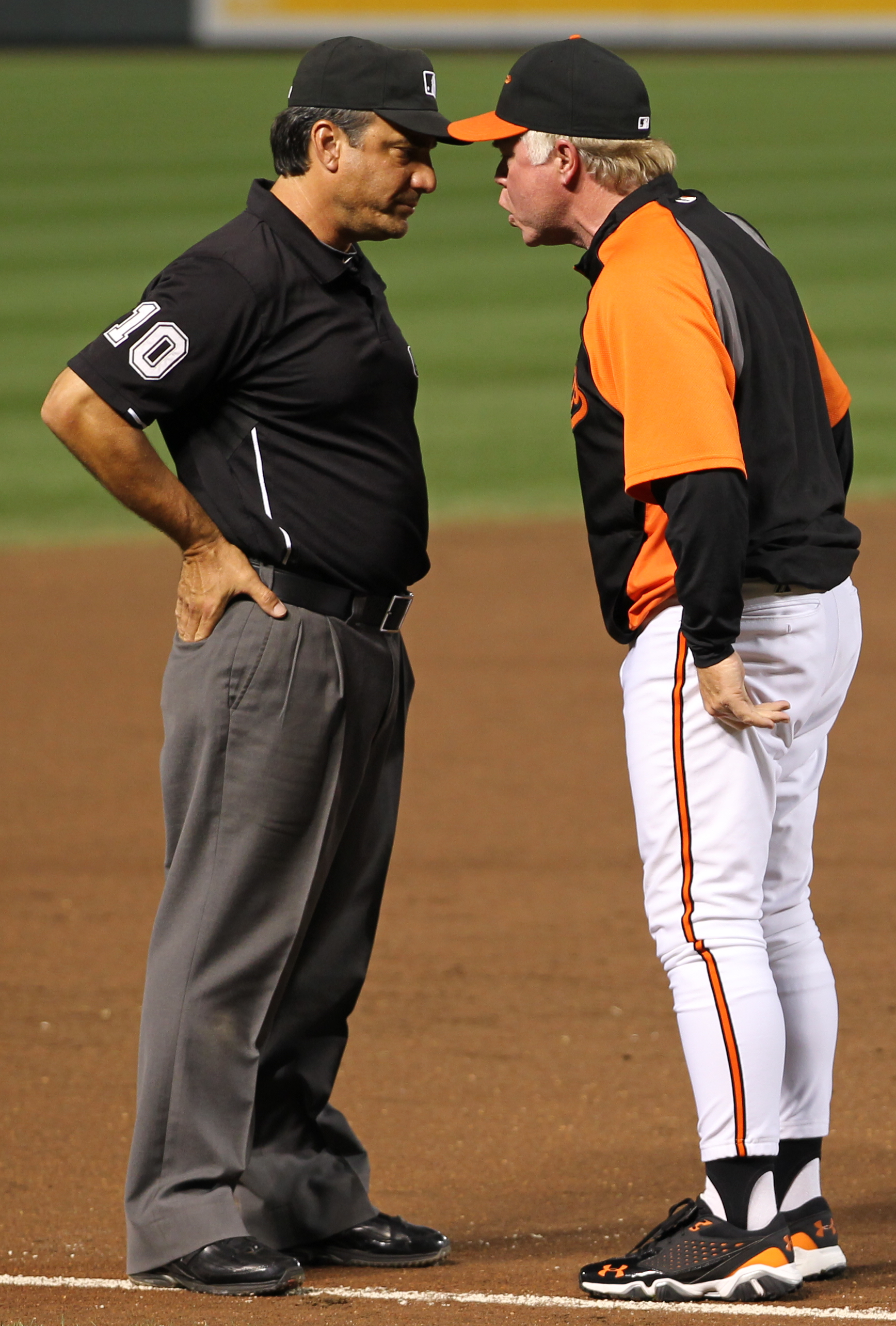
Phil Cuzzi, à droite, et Buck Showalter, le gérant des Orioles de Baltimore, en 2011.

En 2011 à Seattle, Cuzzi est l'arbitre au marbre, perd le compte des balles et des prises, et laisse Cameron Maybin des Padres de San Diego aller au premier but sur un but-sur-balles après seulement 3 balles, au lieu de 4, ce que personne, y compris l'équipe désavantagée par cette bévue, ne lui signale.
Comme arbitre, son numéro de dossard est le 10. Il est de descendance italienne et récipiendaire du Italian Heritage Award remis à l'occasion de Columbus Day dans les municipalités de Nutley et Belleville au New Jersey,.